# 7099 Feuerbach
7099 Feuerbach (1996 HX25) là một tiểu hành tinh vành đai chính được phát hiện ngày 20 tháng 4 năm 1996 bởi Eric Walter Elst ở La Silla.